# 23091 Stansill
23091 Stansill este un asteroid din centura principală de asteroizi.

## Descriere
23091 Stansill este un asteroid din centura principală de asteroizi. A fost descoperit pe 7 decembrie 1999 la Socorro, New Mexico, în cadrul proiectului LINEAR. Asteroidul prezintă o orbită caracterizată de o semiaxă mare de 2,72 ua, o excentricitate de 0,14 și o înclinație de 4,5° în raport cu ecliptica.